# Hafen San Francisco

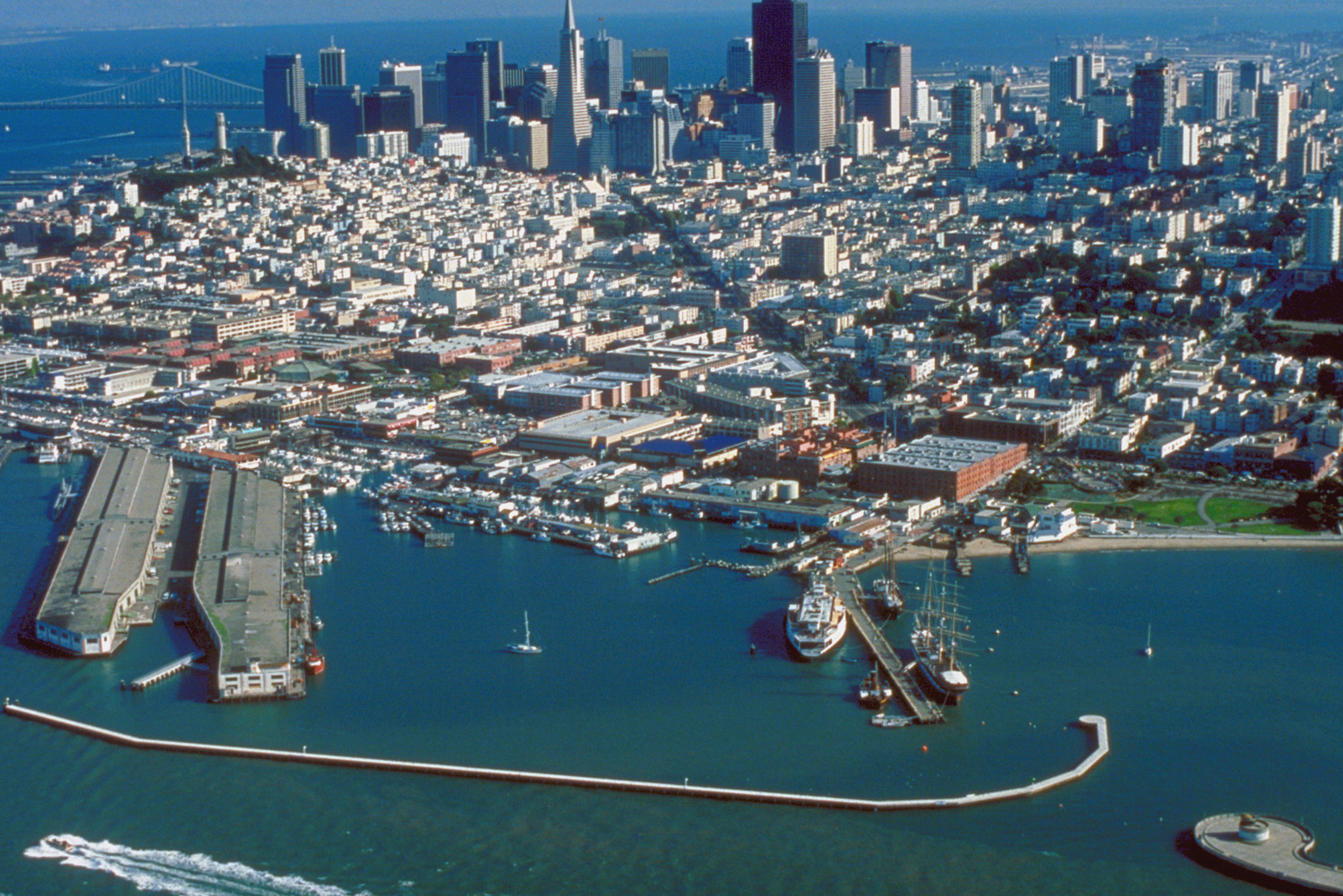
Fisherman’s Wharf

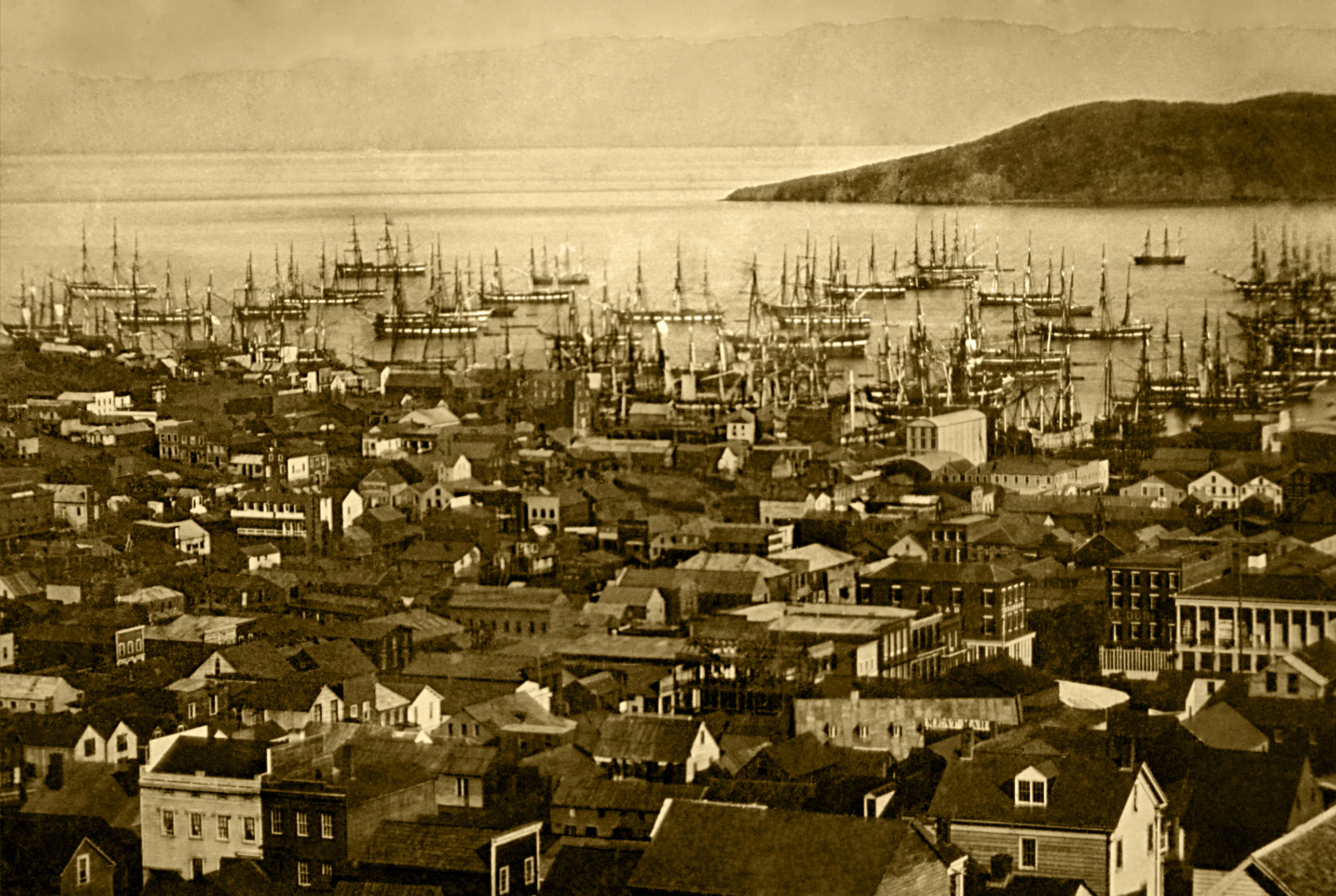
Der Hafen von San Francisco 1850 oder 1851. In dieser Zeit war der Hafen stark überfüllt.

Der Hafen San Francisco ist ein großer Seehafen in der Bucht von San Francisco im Nordosten der Stadt im US-Bundesstaat Kalifornien. Betreiber ist die City and County of San Francisco.
Der Ursprung, Fisherman’s Wharf, entstand Mitte des 19. Jahrhunderts als Fischerhafen und ist heute eine der Haupttouristenattraktionen der Stadt. Noch heute wird dieser als Fischereihafen benutzt. Im Hafen wird heute überwiegend der internationale Seehandel abgewickelt.
Ein Teil eines ehemaligen Hafengebietes ist der San Francisco Maritime National Historical Park.

## Anlagen und Einrichtungen
Die Piers sind folgendermaßen nummeriert: Piers nach Norden (ab der Market Street) werden mit ungeraden Zahlen bezeichnet, die Piers nach Süden mit geraden Zahlen.

### Ungerade
- Ferry Building and Pier 1 – administration, Mahatma-Gandhi-Statue, Light Cannons
- Pier 1 ½ – water taxi service
- Pier 3 – Offices of Hornblower Cruises
- Pier 5 – Central Embarcadero Piers Historic District
- Pier 7[3]
- Pier 9[4], Liegeplatz der Klamath
- Pier 11[5]
- Pier 13[6]
- Piers 15 and 17 – Exploratorium
- Pier 19[7]
- Pier 23[8]
- Piers 27 and 29 – America’s Cup Park
- Pier 31[9]
- Pier 33 – Alcatraz Ferry
- Pier 35 – Princess Cruises[10]
- Pier 39 – sea lions
- Pier 41 – Fährhafen, Blue & Gold Fleet
- Pier 43[11]
- Pier 43 1/2 – Red & White Fleet
- Pier 45 – Museumsschiffe

### Gerade
- Pier 14[12]
- Pier 16[13]
- Pier 18[14]
- Pier 20[15]
- Pier 22 ½[16]

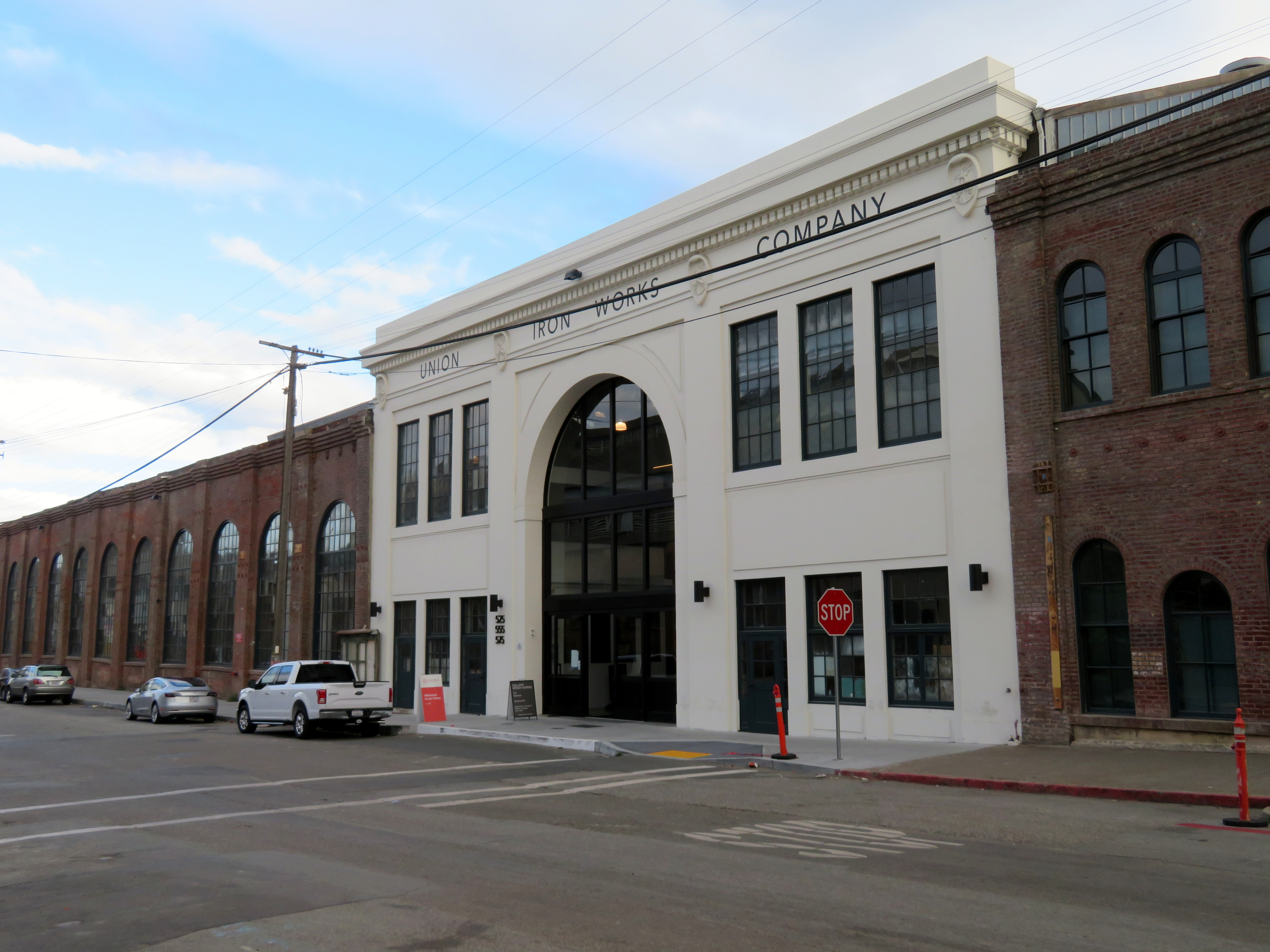
Pier 70 – home to the Union Iron Works

- Pier 24 – Home to Pier 24 Photography
- Pier 26 – Shelton Studios
- Pier 28[17]
- Piers 30 and 32[18]
- Pier 34[19]
- Pier 36[20]
- Pier 38[21]
- Pier 40[22]
- Pier 42[23]
- Pier 48 – neben McCovey Cove
- Pier 50 – ehem. Stützpunkt der Ready Reserve Force[24]
- Pier 52[25]
- Pier 70 – Union Iron Works
- Pier 80[26]
- Pier 90[27]
- Pier 92[28]

Es gibt westlich des Piers 45 unnummerierte Piers:
- Fisherman’s Wharf
- Hyde Street Pier
- Municipal Pier.

Es besteht eine Schienennetzanbindung für die Union Pacific Railroad und die San Francisco Bay Railroad.